# Kota Rani
Kota Rani, död 1339, var en regerande drottning av Kashmir.  Hon var den sista regenten av Loharadynastin, och den sista hinduiska monarken i Kashmir. 
Kota Rani var gift med kung Rinchan av Kashmir.  Efter sin makes död 1323 blev hon regent under sin son Haidar Khans omyndighet. Hon gifte sedan om sig med sin döde makes bror Udyanadeva, som tog över tronen.  Efter hans död besteg hon själv tronen.  År 1339 besegrades hon av Shah Mir och begick självmord, och denne blev sedan Kashmirs förste muslimska monark. 